# Wilhelm Grosz
Wilhelm Grosz (ur. 11 sierpnia 1894 w Wiedniu, zm. 10 grudnia 1939 w Nowym Jorku) – austriacki kompozytor, dyrygent i pianista.

## Życiorys
Uczył się gry na fortepianie u Richarda Roberta, następnie w latach 1910–1916 studiował w Akademii Muzycznej w Wiedniu u Richarda Heubergera, Roberta Fuchsa i Franza Schrekera. W 1920 roku obronił doktorat na Uniwersytecie Wiedeńskim na podstawie napisanej pod kierunkiem Guido Adlera dysertacji Die Fugenarbeit in W.A. Mozarts Vokal- und Instrumentalwerken. W sezonie 1920–1921 działał jako dyrygent w Mannheimie, następnie był pianistą w Wiedniu. W latach 1928–1933 mieszkał w Berlinie, gdzie współpracował z radiem i był kierownikiem artystycznym firmy Ultraphone Gramophone Company. Od 1933 do 1934 roku był dyrygentem wiedeńskiego teatru Kammerspiele. Jako osoba pochodzenia żydowskiego ze względu na wzrastające nastroje antysemickie wyjechał w 1934 roku do Londynu. Tam pracował w przemyśle rozrywkowym pod pseudonimami Will Grosz i Hugh Williams, komponując popularne przeboje. W 1938 roku wyemigrował do Stanów Zjednoczonych.

## Twórczość
Jako pierwszy z austriackich kompozytorów zaczął wykorzystywać elementy jazzu, do swoich utworów wprowadzał efekty groteskowe i parodystyczne. Pisał muzykę na potrzeby filmu i teatru. Był autorem popularnych piosenek, m.in. Isle of Capri (1934), Red Sails in the Sunset (1935) i Harbour Lights (1937).

## Wybrane kompozycje
(na podstawie materiałów źródłowych)

### Utwory orkiestrowe
- 2 Phantastische Stücke: Serenade (1916), Tanz (1917)
- Symphonischer Tanz na fortepian i orkiestrę (1930)
- rapsodia jazzowa Española (1937)

### Utwory kameralne
- Kwartet smyczkowy (1915)
- Jazzband na skrzypce i fortepian (1924)
- Sonata na skrzypce i fortepian (1925)

### Opera
- Sganarell (wyst. Dessau 1925)